# Route nationale 61 (France)
Pour les articles homonymes, voir Route nationale 61.
La route nationale 61, ou RN 61, est une ancienne route nationale française reliant Phalsbourg à Sarrebruck en Sarre. À la suite du décret du 5 décembre 2005, seul le tronçon entre Hambach et la frontière franco-allemande reste à la charge de l'État.
La loi n° 2022-217 du 21 février 2022 prévoit le transfert des routes nationales aux collectivités volontaires. La nationale 61 est transférée en intégralité au département de la Moselle au 1er janvier 2024.

## De Phalsbourg à Sarrebruck
Les principales communes traversées sont :
- Phalsbourg (km 0)
- Vescheim (km 4)
- Metting (km 6)
- Siewiller (km 10)
- Drulingen (km 13)
- Gungwiller (km 16)
- Sarre-Union (km 25)
- Keskastel (km 30)
- Sarralbe (km 34)
- Willerwald (km 36)
- Hambach (km 40)
- Sarreguemines (km 49)
- Grosbliederstroff (km 56)
- Sarrebruck  Allemagne B 406 (km 60)

## Voie express
- Carrefour giratoire
- D 910 : Sarreguemines, Ippling, Saint-Avold
- D 81A : Rouhling
- N 61, N 61A : Grosbliederstroff, Kleinblittersdorf, Sarrebruck